# Podocarpus elatus
Podocarpus elatus — вид хвойних рослин родини подокарпових.

## Поширення, екологія
Країни поширення: Австралія (Новий Південний Уельс, Квінсленд). Утворює локально обмежені громади, що оперізують субтропічний дощовий ліс, сухий тропічний ліс, галерейні ліси і прибережні тропічні лісові спільноти. Записаний до 654 м над рівнем моря.

## Використання
Деревина цього виду стійка до впливу термітів і морських сверлильників, вона дуже міцна. Тому цінується і використовується для будівництва як пристаней так і човнових паль в солоній воді, для будівництва човнів, ящиків для упаковки, столярних виробів, та токарного оброблення дерева, а також для меблів, особливо вуличних. Цей вид іноді висаджують у парки або на вулицях як декоративне дерево.

## Загрози та охорона
Цей вид, займаючи ділянки низовини зазнав зниження через збезлісення, що відбулося разом з європейськими поселеннями. Проте, це зниження практично припинилося в останні кілька десятиліть. Цей вид присутній у багатьох охоронних територіях у всіх частинах свого ареалу.